# Il colosso di New York
Il colosso di New York (The Colossus of New York) è un film del 1959 diretto da Eugène Lourié. È una pellicola fantascientifica tratta dal romanzo omonimo di Willis Goldbeck del 1958.

## Trama
Il chirurgo William Spensser trapianta il cervello del nipote Jeremy, morto in un incidente stradale, dentro al cranio di un enorme robot antropomorfo progettato e costruito da un altro nipote, il dottor Henry Spensser. Per mezzo del nuovo corpo meccanico Jeremy ritorna a vivere acquisendo il potere di ipnotizzare e di prevedere il futuro, oltre a una forza sovrumana e alla capacità di emettere raggi distruttori. Allontanatosi per sempre dalla moglie, Jeremy riesce ad ottenere la fiducia del figlioletto Billy, che lo scambia per il gigante delle fiabe; ma l'affetto del bambino non impedisce alla follia di impadronirsi della mente del padre, che incapace di controllarsi scatenerà il suo odio contro gli esseri umani.

## Critica
(Fantafilm)